# Bolonha do Mar
Bolonha sobre o Mar ou Bolonha-do-Mar (em francês: Boulogne-sur-Mer; Bonen ou Beunen em neerlandês e flamengo) é uma cidade e comuna francesa na região administrativa de Altos da França, no departamento de Pas-de-Calais, à beira do Canal da Mancha. Estende-se por uma área de 8,4 km².
Bolonha foi o principal porto romano de comércio e de comunicação com a Britânia. Após um período de presença germânica na sequência do colapso do Império, a cidade estava no centro de um condado de mesmo nome no Reino da França durante a Idade Média, e foi ocupada pelo Reino da Inglaterra diversas vezes devido a um conflito entre as duas nações.
O campanário do século XII é reconhecida pela UNESCO como um Patrimônio Mundial da Humanidade, enquanto outra atração popular é o centro de conservação marinha, Nausicaä.

## História

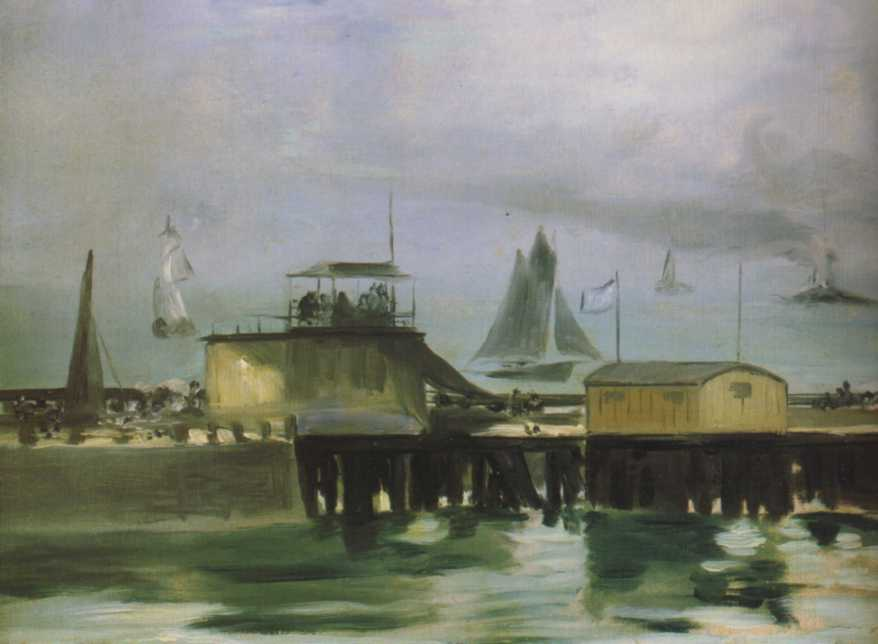
Jetée de Boulogne, de Édouard Manet (1868).

Na Idade Média, foi sede do Condado de Bolonha, do qual o rei D. Afonso III de Portugal, de 1235 a 1253, foi conde devido ao seu casamento com Matilde II de Bolonha.
Nesta cidade, realizou-se o primeiro Congresso Universal de Esperanto, em 1905.

## Personalidades
- Godofredo de Bulhão, o primeiro soberano do Reino Latino de Jerusalém.
- Franck Ribéry, futebolista
- Stéphane Lannoy, árbitro de futebol
- Jean-Pierre Papin, ex-futebolista
- Aqui morreu José de San Martín, herói da independência da Argentina
- Maurice Boitel